# Анне Дсане Андерсен
Анне Дсане Андерсен (англ. Anne Dsane Andersen; нар. 10 листопада 1992) — данська веслувальниця, бронзова призерка Олімпійських ігор 2016 року.

## Виступи на Олімпіадах
| Олімпіада           | Дисципліна | Місце |
| ------------------- | ---------- | ----- |
| Ріо-де-Жанейро 2016 | двійки     | 3     |